# Шумилово (Морозовское сельское поселение)
Шумилово — деревня в Тейковском районе Ивановской области России, входит в состав Морозовского сельского поселения.

## География
Деревня расположена в 19 км на юго-запад от центра поселения села Морозова и в 33 км на юг от райцентра города Тейково.

## История
В 1804 году в селе на средства прихожан была построена каменная двухэтажная церковь с колокольней. Престолов в ней два: в верхнем холодном этаже — в честь Святителя и Чудотворца Николая, а в нижнем теплом — в честь Введения во храм Пресвятой Богородицы. Копии с метрических книг хранились в церкви с 1802 года. В 1893 году приход состоял из села (63 двора) и деревень Сокатово, Никитцино, Колзаково, Санники, Голодово, Веретино. Всех дворов в приходе 186, мужчин — 556, женщин — 581. С 1883 года в селе существовало народное училище. В годы Советской Власти церковь была полностью разрушена.
В конце XIX — начале XX века село входило в состав Торчинской волости Суздальского уезда Владимирской губернии.
С 1929 года село входило в состав Сокатовского сельсовета Тейковского района, с 2009 года — в составе Морозовского сельского поселения.

## Население
| 1859 | 1905 | 2010 |
| ---- | ---- | ---- |
| 369  | ↗402 | ↘36  |